# Rubén Techera
Rubén Héctor Techera González (Montevideo, 12 de diciembre de 1946) es un exfutbolista uruguayo. Se desempeñaba en la posición de centrocampista.

## Trayectoria
Rubén Techera jugó por Rampla Juniors y Nacional en Uruguay. Luego pasó al fútbol peruano; actuó en el José Gálvez de Chimbote y en Universitario de Deportes. Bajo la dirección técnica de otro uruguayo, Roberto Scarone, fue subcampeón de la Copa Libertadores 1972 con Universitario, equipo al cual le compuso una canción. En abril de 1975, luego de la celebración del memorable triunfo frente a Peñarol en Lima, junto con José Escajadillo y los arreglos de Víctor Cuadros, compusieron el tema Universitario y yo. Finalmente pasó por Atlante y Unión de Curtidores de México.

## Selección nacional
Fue internacional con la selección de fútbol de Uruguay en 5 ocasiones. Su debut se produjo el 4 de enero de 1967 en un encuentro amistoso ante la selección de Rumania que finalizó con marcador de 1-1.

### Participaciones en Copa América
| Copa              | Sede    | Resultado |
| ----------------- | ------- | --------- |
| Copa América 1967 | Uruguay | Campeón   |

## Clubes
| Club                      | País    | Año         |
| ------------------------- | ------- | ----------- |
| Rampla Juniors            | Uruguay | 1964 - 1965 |
| Nacional                  | Uruguay | 1966 - 1969 |
| Cerro                     | Uruguay | 1970        |
| José Gálvez               | Perú    | 1971        |
| Universitario de Deportes | Perú    | 1972 - 1975 |
| Atlante                   | México  | 1975 - 1976 |
| Unión de Curtidores       | México  | 1977 - 1978 |

## Palmarés

### Campeonatos nacionales
| Título                      | Club                      | País    | Año  |
| --------------------------- | ------------------------- | ------- | ---- |
| Primera División de Uruguay | Nacional                  | Uruguay | 1966 |
| Primera División de Uruguay | Nacional                  | Uruguay | 1969 |
| Primera División del Perú   | Universitario de Deportes | Perú    | 1974 |

### Copas internacionales
| Título              | Equipo               | País    | Año  |
| ------------------- | -------------------- | ------- | ---- |
| Sudamericano Sub-20 | Selección de Uruguay | Uruguay | 1964 |
| Copa América        | Selección de Uruguay | Uruguay | 1967 |